# Lorbeerrosen
Die Lorbeerrosen (Kalmia) bilden eine Pflanzengattung in der Familie der Heidekrautgewächse (Ericaceae). Sie sind hauptsächlich in Nordamerika verbreitet.

## Beschreibung

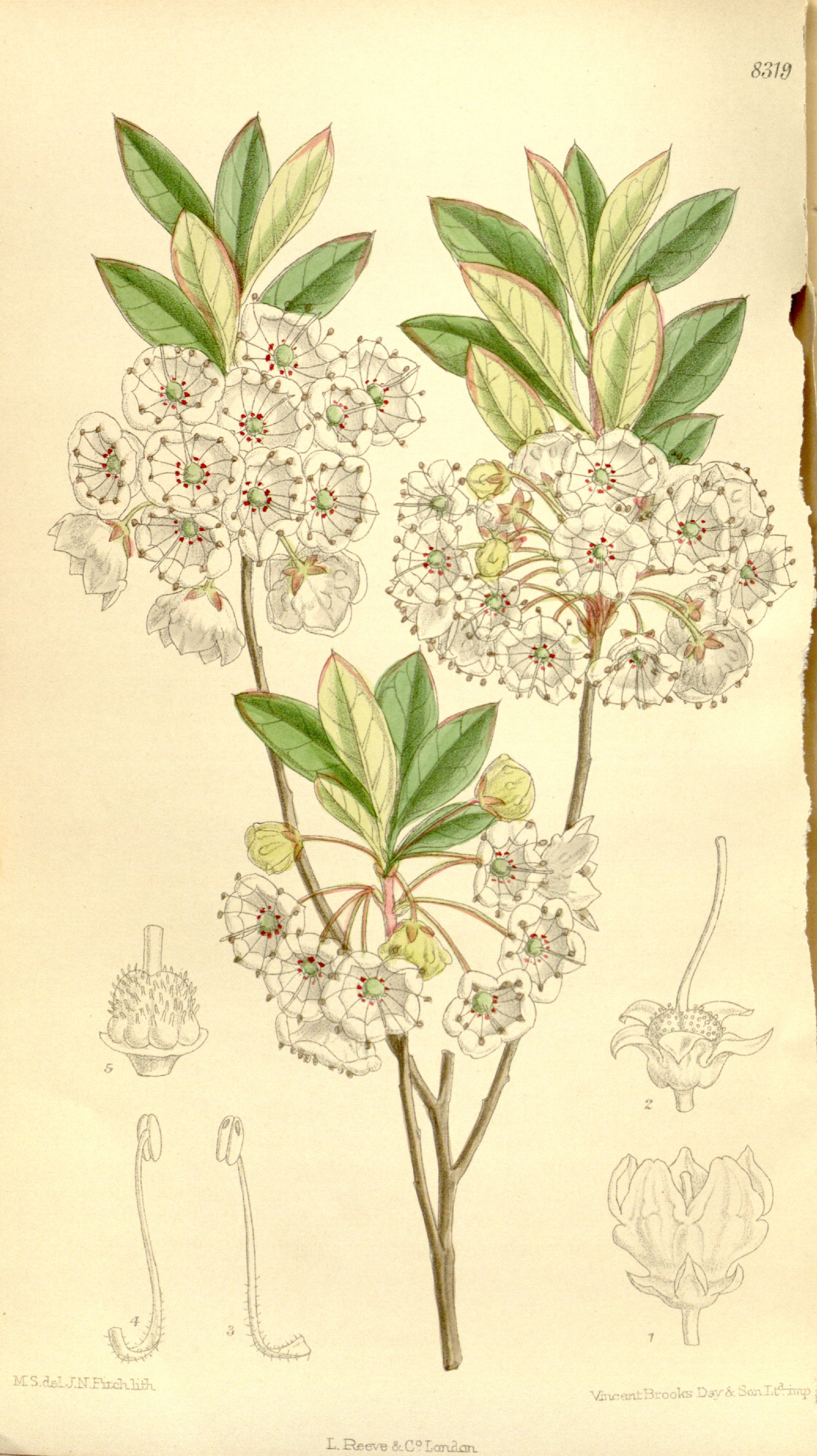
Illustration von Kalmia cuneata

### Vegetative Merkmale
Kalmia-Arten wachsen meist als meist immergrüne Sträucher, nur Kalmia latifolia selten als Baum. Die Äste sind meist aufrecht, aber die verzweigte Kalmia procumbens bildet Matten. Die Rinde der Zweige ist kahl bis flaumig oder drüsig behaart. Die meisten Arten sind immergrün, aber Kalmia cuneata ist laubabwerfend. Die wechsel-, gegenständig oder zu dritt in Wirteln an den Zweigen angeordneten Laubblätter sind in Blattstiel und -spreite gegliedert. Die einfache, teils fein behaarte oder drüsige Blattspreite besitzt einen ganzen Rand.
Als Zierpflanzen in Parks und Gärten werden Lorbeerrosen in den gemäßigten Breiten in der Regel nur rund 1 Meter hoch.

### Generative Merkmale
Die Blüten stehen manchmal einzeln oder meist zwei bis 40 in achsel- oder endständigen, schirmrispigen, -traubigen, traubigen, doldigen, ährigen oder büscheligen Blütenständen. Die zwittrigen Blüten sind radiärsymmetrisch und fünfzählig mit doppelter Blütenhülle (Perianth). Die selten vier, meist fünf grünen bis rötlichen, meist haltbaren Kelchblätter sind verwachsen. Die fünf Kronblätter, mit innen oft Taschen für die Antheren, sind fast völlig napf- bis glockenförmig verwachsen bis frei. Es sind meist zwei (bei Kalmia procumbens nur einer) Kreise mit je fünf, meist „vorgespannten“ Staubblättern vorhanden, sie überragen die Blütenkrone nicht. Die Staubfäden sind meist an ihrer Basis behaart. Die Staubbeutel sind meist purpurfarben. Die meist kahlen, selten drüsigen, oberständigen Fruchtknoten sind selten zwei bis meist fünfkammerig. Der gerade oder gebogene Griffel überragt die Blütenkrone nicht und endet in einer kopfigen oder selten fünflappigen Narbe. Es ist ein Diskus vorhanden.
Die meist fünfklappigen Kapselfrüchte sind mehr oder weniger kugelig und enthalten etwa 100 bis über 150 Samen. Die länglichen, eiförmigen oder verkehrt-eiförmigen Samen sind oft geflügelt oder geschwänzt mit einer netzartigen Samenschale (Testa).
Die Chromosomengrundzahl beträgt x = 12.

## Giftstoffe
Beide Hauptarten enthalten in ihren Blättern Acetylandromedol, das Reizungen der Mundschleimhäute, allergische Reaktionen, Übelkeit, Desorientierung, Schweißausbrüche sowie Magen- und Darmbeschwerden mit Durchfall bewirkt. In starken Vergiftungsfällen verlangsamt sich der Herzschlag und durch Atemlähmung kann es zum Tod kommen. Auf diese toxische Nebenwirkung des Strauches deuten auch Namen wie englisch „Lambkill“ („Lammmörder“) oder deutsch Schaf-Lorbeerrose hin.

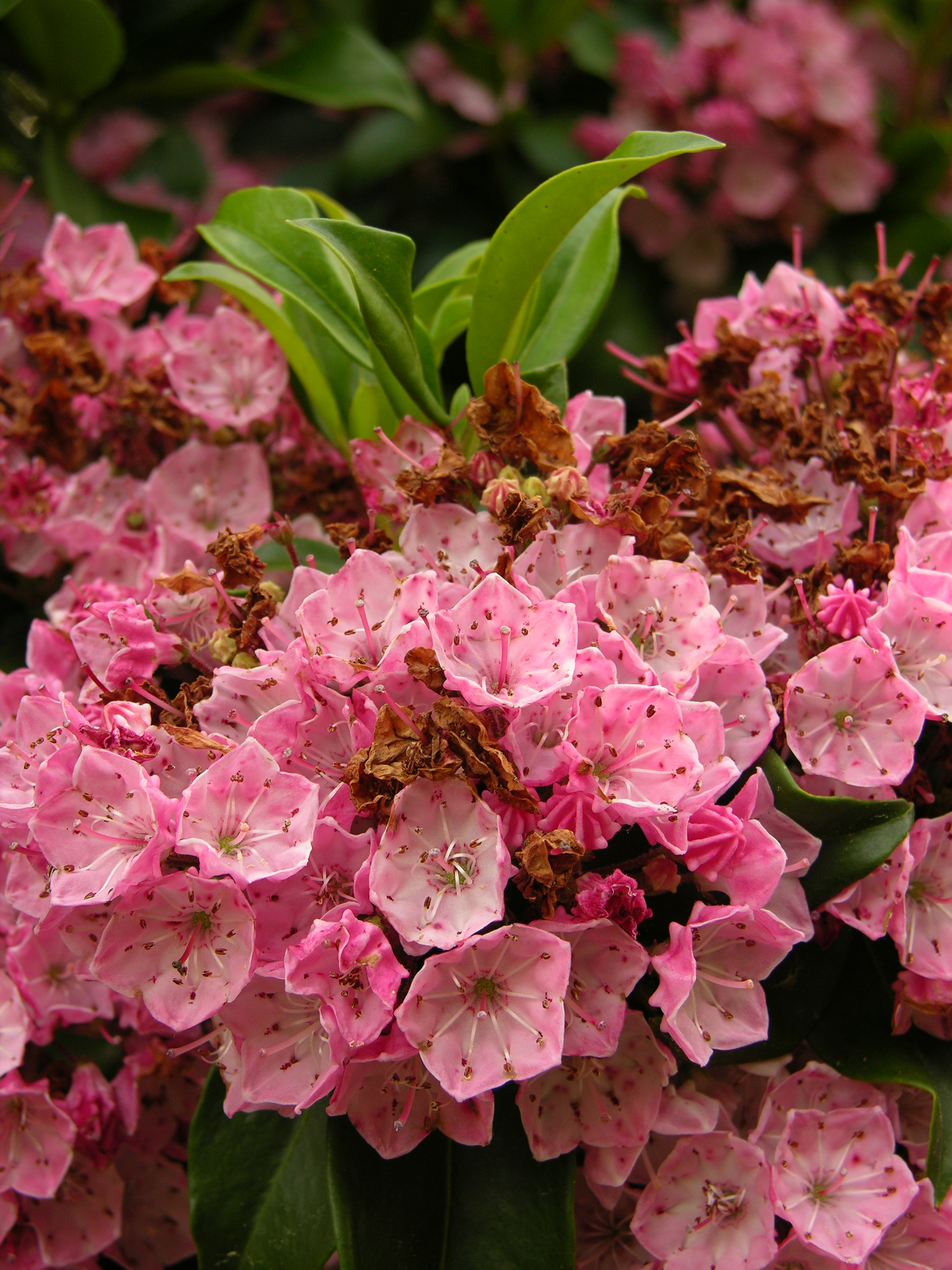
Breitblättrige Lorbeerrose (Kalmia latifolia)

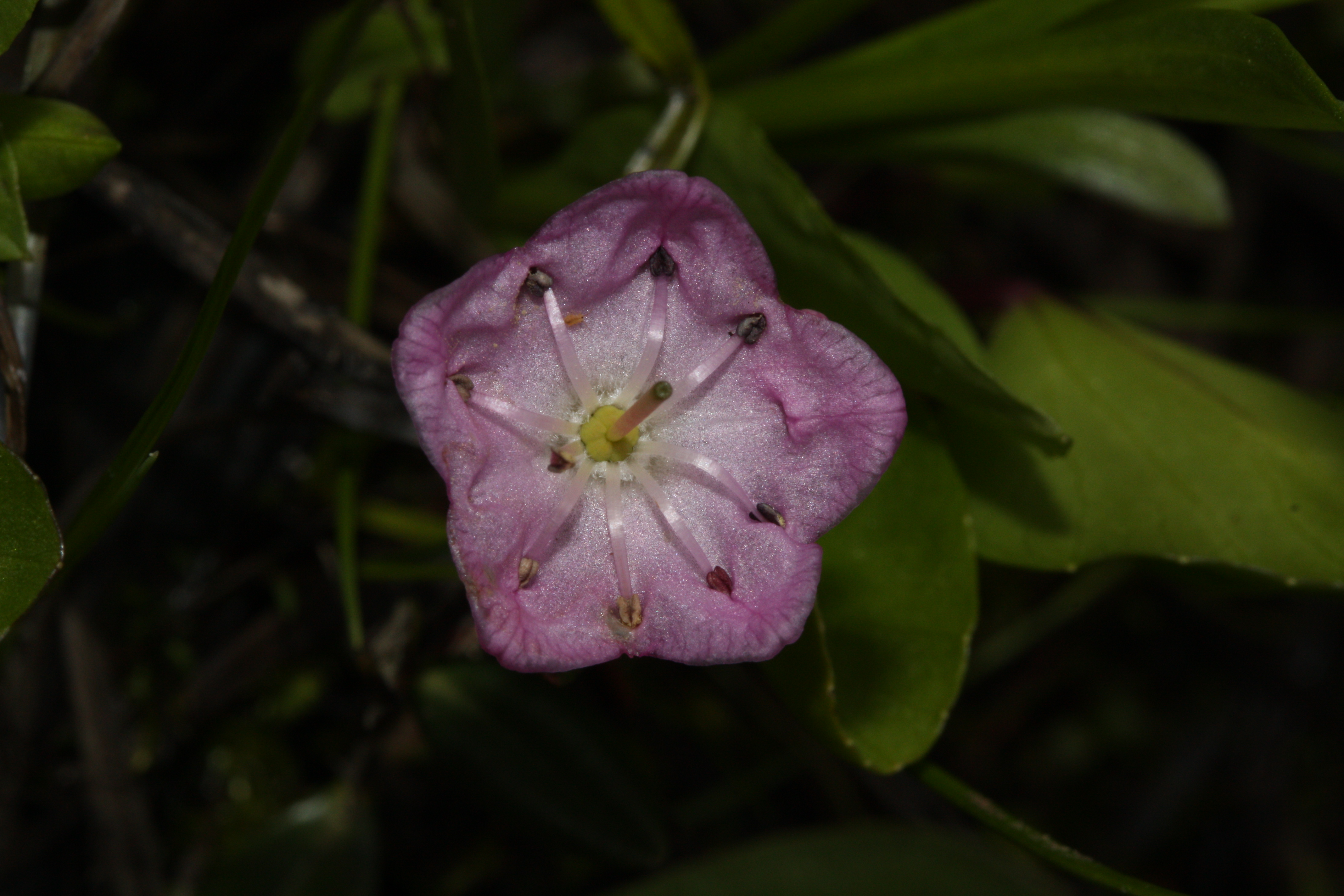
Blüte von Kalmia microphylla

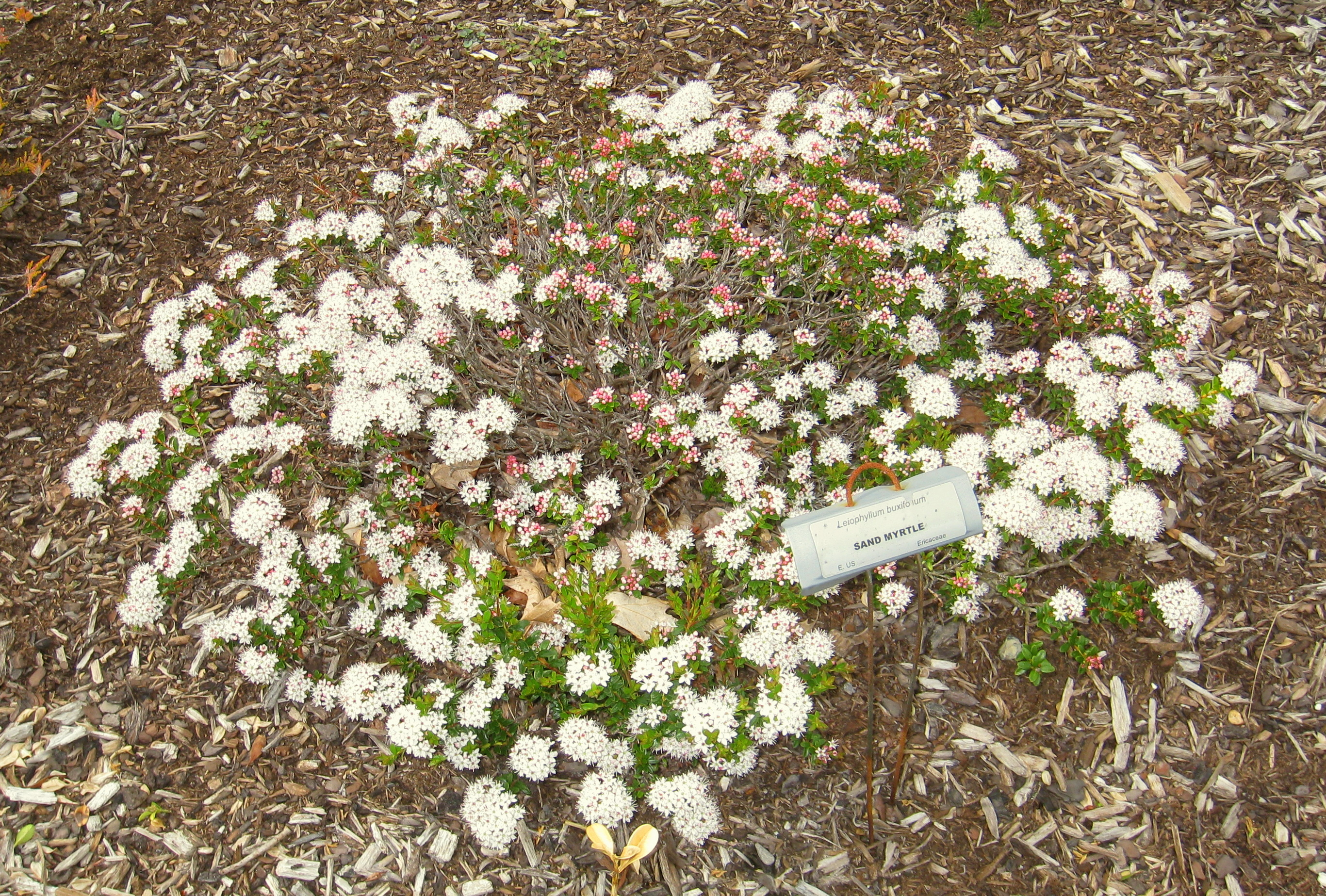
Sandmyrte (Kalmia buxifolia)

## Systematik und Verbreitung
Von den heute etwa zehn Arten sind acht in Nordamerika beheimatet. Zwei Arten kommen in Eurasien vor. Eine Art gibt es auf Kuba. Kalmia-Arten findet man gewöhnlich an Berghängen und in Bergwäldern.
Die Erstveröffentlichung der Gattung Kalmia erfolgte 1753 durch Carl von Linné in Species Plantarum, 1, S. 391. Mit dem botanischen Gattungsnamen Kalmia ehrte Carl von Linné seinen Schüler Pehr Kalm, einen schwedischen Botaniker, der Pflanzensammler im östlichen Nordamerika war und die ersten Kalmia-Exemplare an Carl von Linné sandte. Die Gattung Kalmia gehört zur Tribus Phyllodoceae in der Unterfamilie Ericoideae in der Familie Ericaceae. Synonyme für Kalmia L. sind: Dendrium Desv., Kalmiella Small, Leiophyllum (Pers.) R.Hedw., Ledum L. sect. Leiophyllum Persoon und seit Kurzem auch Loiseleuria Desvaux.
Die Gattung Kalmia enthält heute etwa neun Arten:
- Schmalblättrige Lorbeerrose (Kalmia angustifolia L., Syn.: Kalmia carolina Small, Kalmia intermedia Lange): Mit zwei Varietäten im östlichen Nordamerika; in Mitteleuropa stellenweise verwildert. Sie hat lanzettähnliche ovale Blätter, die denen des Lorbeers ähneln, und blüht von Mai bis Juni mit rosa bzw. purpurfarbenen Blüten.
- Sandmyrte (Kalmia buxifolia (P.J.Bergius) Gift & Kron, Syn.: Ledum buxifolium Bergius, Dendrium hugeri Small, Leiophyllum buxifolium (Bergius) Elliott, L. hugeri (Small) K.Schumann, L. prostratum Loudon, L. serpyllifolium DC.): Sie ist in Nordamerika beheimatet.
- Kalmia cuneata Michx.: Sie gedeiht in Höhenlagen zwischen 20 und 200 Metern in North Carolina und South Carolina.
- Kubanische Lorbeerrose (Kalmia ericoides Wright ex Grisebach): Sie gedeiht in Savannen und Kiefernheiden nur im westlichen Kuba.
- Kalmia hirsuta Walter: Sie gedeiht in Höhenlagen zwischen 0 und 100 Metern in offenen sandigen Savannen, sandigen Hügeln und Pine Barrens in Alabama, Florida, Georgia und South Carolina.
- Breitblättrige Lorbeerrose oder Berglorbeer (Kalmia latifolia L.): Sie gedeiht in Höhenlagen zwischen 0 und 1900 Meter weitverbreitet in Nordamerika. Sie besitzt weiß-rosafarbene Blüten und kann Ausmaße von drei bis neun Metern erreichen. Der Berglorbeer ist die Staatsblume der US-Bundesstaaten Connecticut und Pennsylvania. In den USA nennt man den Berglorbeer auch Ivybush, Calico Bush, Sheep Laurel, Lambkill, Clamoun, Spurwood, also „Sporenholz“, weil die Indianer einst ihre Sporen daraus fertigten.
- Kalmia microphylla (Hook.) A.Heller (Syn.: Kalmia occidentalis Small): Mit zwei Varietäten im nördlichen und westlichen Nordamerika.
- Gams-, Gems- oder Gämsheide, auch Alpenazalee, Alpenheide, Hirschheiderich oder Felsenröschen (Kalmia procumbens (L.) Gift & Kron, Syn.: Azalea procumbens L., Chamaecistus procumbens (L.) Kuntze, Loiseleuria procumbens (L.) Desvaux): Sie hat eine weite Verbreitung in Nordamerika und Eurasien.
- Poleiblättrige Lorbeerrose (Kalmia polifolia Wangenh., Syn.: Kalmia glauca Aiton): Sie gedeiht in Höhenlagen zwischen 0 und 800 Meter weitverbreitet in Nordamerika.